# 車汝建
車汝建，原名励远，字敬之。貴州貴陽府（今貴陽市）人。清朝官員。

## 生平
道光二十七年（1847年）考中丁未科二甲進士，官陕西鳳縣知縣。

## 家族
弟車汝震。